# Alexis Rosenbaum
Alexis Rosenbaum (París, 4 de junio de 1969) es un ensayista francés, que fue profesor en el Institut Polytechnique de Paris.

## Jerarquía y comparación social
Varias de las obras de Alexis Rosenbaum están dedicadas a la noción de jerarquía. "Orden Sagrado", su primera obra, cuestiona la importancia de las representaciones jerárquicas (niveles ontológicos, escalas de virtudes, clasificación de las ciencias, etapas del progreso humano, etc.) en la historia del pensamiento occidental. Las "Lecciones introductorias a la filosofía de la ciencia" presentan los problemas que plantea la concepción jerárquica de las ciencias y sus objetos de estudio. "Dominantes y dominados en los animales" es una síntesis sobre las jerarquías del mundo animal, centrándose en el origen y el papel de las relaciones de dominancia entre primates.
Otros trabajos, de orientación más sociológica, parecen destinados a analizar los procesos mediante los cuales los sujetos de las sociedades posjerárquicas se ven empujados a compararse incesantemente, así como las consecuencias de este nuevo régimen de "sobrecomparación". "El miedo a la inferioridad" analiza el papel de la educación (notas, rankings…) y del consumo (sentimientos de envidia, imágenes publicitarias…) en las prácticas contemporáneas de comparación entre individuos. "Memorias vivas" está dedicada a comunidades étnicas y culturales que se construyen y comparan entre sí a través de la representación del pasado que mantienen (pasados heroicos, competencia de víctimas, etc.). Finalmente, "Antisemitismo" aborda la cuestión de los celos sociales en los abusos cometidos contra los judíos en la historia moderna. El libro se basa en la psicología social para desmantelar los mecanismos de esta antiquísima hostilidad.

## Obra
- 1999, L'ordre sacré: les représentations hiérarchiques en philosophie
- 2003, Regards imaginaires: essais préliminaires à une écologie visuelle
- 2005, La peur de l'infériorité: aperçus sur le régime moderne de la comparaison sociale
- 2006, L'antisémitisme
- 2007, Mémoires vives: pourquoi les communautés instrumentalisent l'Histoire
- 2009, Leçons d'introduction à la philosophie des sciences
- 2015, Dominants et dominés chez les animaux